# Retragerea armatei sârbe prin Albania

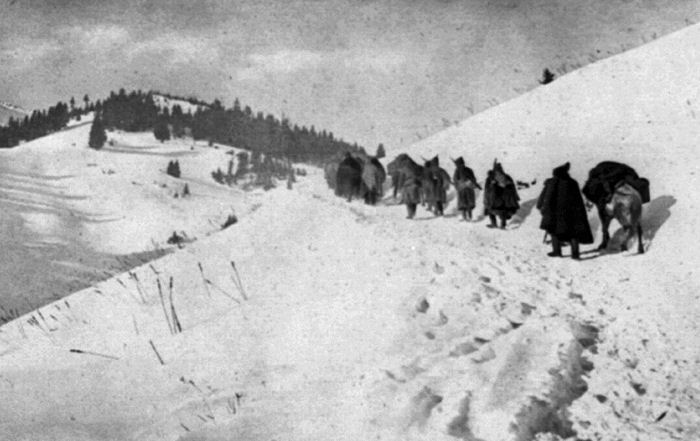
Sârbii se retrag prin munții albaniei

În urma invaziei din Serbia din octombrie 1915 în timpul Primului Război Mondial, armata sârbă s-a retras prin Albania, un eveniment numit uneori golgota albaneză (sârbă Албанска голгота, cu alfabetul latin: Albanska golgota). În timpul lungului marș, aproximativ 240.000 de sârbii au murit de frig, foame, boli și din cauza triburilor albaneze. Marșul prin munții a decimat soldații și a contribuit la pierderi devastatoare pentru sârbi, care au avut de suferit în Primul Război Mondial cele mai multe pierderi pe cap de locuitor din orice țară.

## Retragere

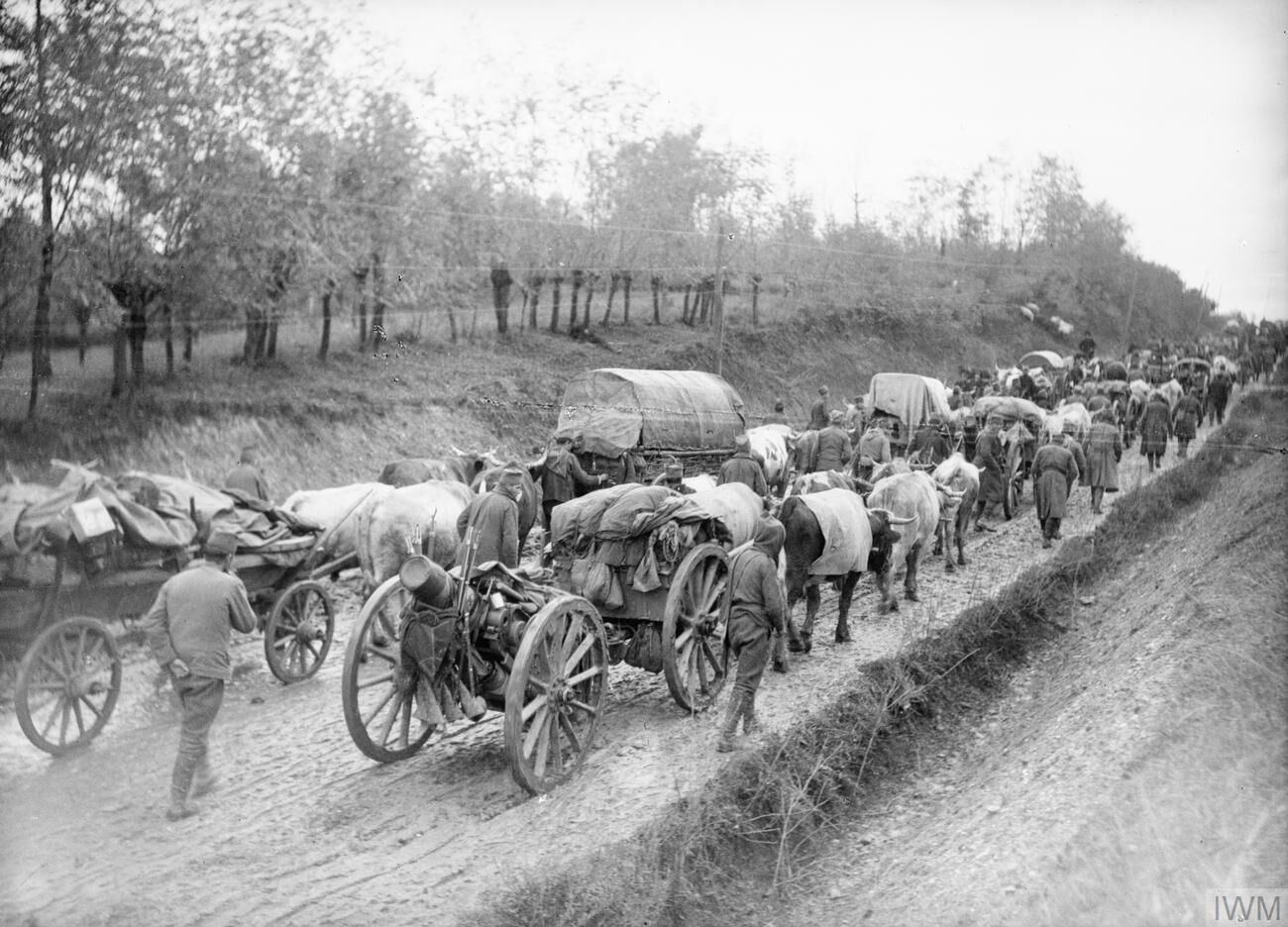
Soldații sârbi prin Albania rurală.

Pe 7 octombrie 1915, Regatul Serbiei a fost invadat de armata combinată a forțelor germane și austro-ungare. Pe 14 octombrie, Regatul Bulgariei a declarat război Serbiei. Cu trupele sale depășite numeric și ca armament, mareșalul sârb Radomir Putnik a ordonat o retragere completă a armatei sârbe în sud și vest prin Regatul Muntenegrului și în pe atunci neutrul Principat al Albaniei pe 25 noiembrie 1915.
Vremea a fost groaznică, drumurile erau proaste și armata a încercat să-i ajute pe zecile de mii de civili care s-au retras împreună cu soldații și care aveau puține sau niciun bun sau aliment. Dar vremea rea și drumurile proaste au reprezentat și un avantaj pentru sârbi, deoarece germanii și bulgari nu au putut trece de munții albanezi. Astfel, mii de sârbi care au fugit din patria lor au reușit să scape de capturare. Cu toate acestea, sute de mii de oameni au pierit din cauza foametei, a bolilor, de sete, hipotermie, și din cauza atacurilor făcute de către forțele inamice și a bandelor tribale albaneze, ca răzbunare pentru conflictele militare dintre armata sârbă și gherilele separatiste albaneze petrecute între anii 1912-1913, în timpul Războaielor balcanice.

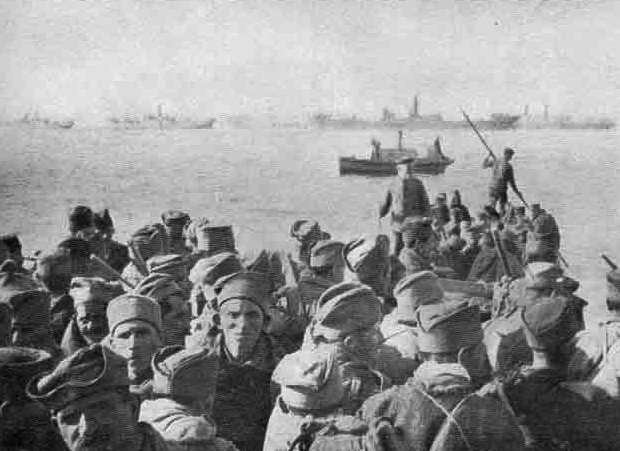
Trupe sârbe epuizate pe coasta Adriaticii.

Circumstanțele de retragere au fost dezastruoase. 155.000 de sârbi, majoritatea militari, au ajuns la coasta Mării Adriatice, și apoi au pornit pe nave de transport Aliate care i-au purtat pe diferite insule din Grecia (multe la Corfu) înainte de a fi trimiși în Frontul din Salonic.

## Urmări
În timpul retragerii, aproximativ 200.000 de sârbi au pierit în munții albanezi și mai multe mii au pierit odată ce au ajuns pe insula grecească Corfu. Din cauza pierderilor masive de vieți omenești, retragerea armatei sârbe prin Albania este considerată de către sârbi a fi una dintre cele mai mari tragedii în istoria națiunii.
Supraviețuitorii retragerii au fost atât de slăbiți, astfel încât mii dintre ei au murit din cauza oboselii, în săptămânile de după salvarea lor.
În timp ce principalele tabere de recuperare ale armatei au fost pe insula Corfu (un contingent a fost trimis la Bizerte, iar mulți dintre refugiații civili au fost acceptați de către Franța), bolnavii și cei pe moarte, care constituiau cea mai mare parte soldați, au fost tratați pe insula Vido pentru a preveni epidemiile. În ciuda ajutorului primit din partea Aliațiilor, condițiile improvizate ale facilităților medicale și numărul prea mare de pacienții de pe insulă a dus la o rată mare de mortalitate. Datorită suprafeței mici a insulei și a solului pietros, soldații au fost nevoiți să-și îngroape morții în mare (legând bolovani de cadavre pentru a preveni plutirea lor). Au fost îngropați astfel mai mult de 5.000 de sârbi, marea devenind cunoscută drept Cimitirul Albastru (Plava Grobnica). Ea se află în apropiere de insula greacă Vido.

## Comemorare

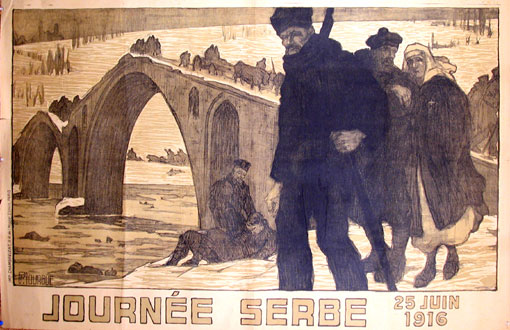
Un poster francez din 1916

Soldat sârb Milutin Bojić a scris un poem numit Plava Grobnica sau pentru a-și comemora camarazii căzuți. În cele din urmă, Bojić însuși a murit de tuberculoză și a fost îngropat în „Cimitirul Albastru”.

### Filme
Gde Cveta Limun Žut este un film documentar din 2006 despre evenimentele care au avut loc.

## Cărți
- Jordan, David (2008). The Balkans, Italy & Africa 1914–1918: From Sarajevo to the Piave and Lake Tanganyika. London, United Kingdom: Amber Books Ltd. ISBN 978-1-906626-14-3.